# Horithyatira
Horithyatira is een geslacht van vlinders van de familie eenstaartjes (Drepanidae), uit de onderfamilie Thyatirinae.

## Soorten
- H. assamensis Werny, 1966
- H. decorata (Moore, 1881)
- H. delattini Werny, 1966
- H. diehli Werny, 1966
- H. geminata (Gaede, 1931)
- H. hoenei Werny, 1966
- H. ornata (Roepke, 1944)
- H. takamukui (Matsumura, 1921)